# Jaskinia przy Progu Mułowym
Jaskinia przy Progu Mułowym (Dziura pod Kozim Grzbietem) – jaskinia w Wielkiej Świstówce w Dolinie Miętusiej w Tatrach Zachodnich. Wejście do niej znajduje się w zachodniej części ściany Ratusza Mułowego, na wschód od cieku wodnego Mułowego Progu, na wysokości 1475 metrów n.p.m. Długość jaskini wynosi 37 metrów, a jej deniwelacja 13,5 metra.

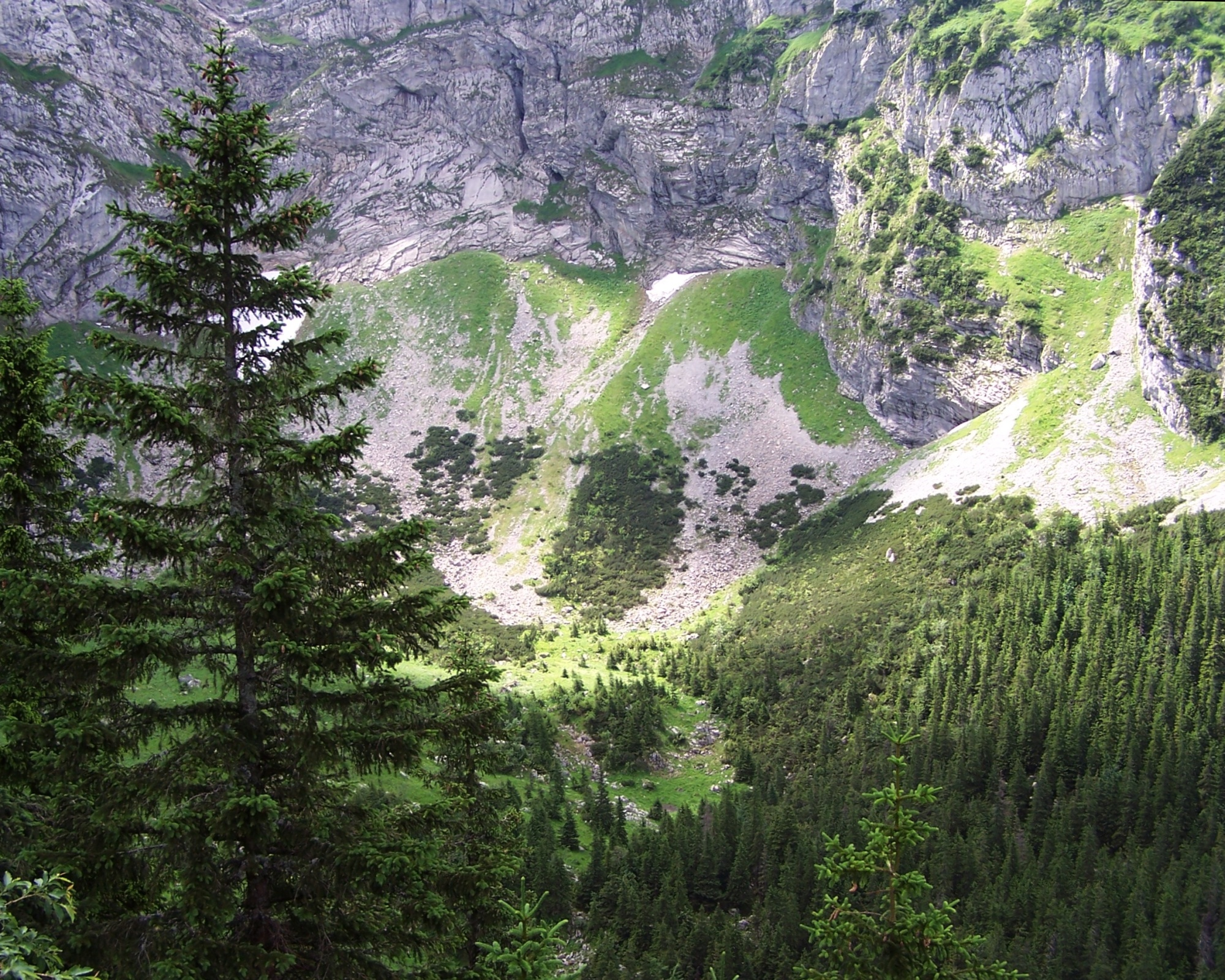
Dno Wielkiej Świstówki oraz dolna część wspólnej ściany Ratusza Mułowego i Progu Mułowego

## Opis jaskini
Centralną częścią jaskini jest mała salka położona w przy otworze wejściowym. Odchodzą z niej:
- na prawo od otworu wejściowego 2-metrowy korytarzyk, którym przez okno w jego lewej ścianie można wrócić równoległym korytarzykiem do salki.
- naprzeciwko otworu znajduje się mała salka, z której odchodzi korytarz zasypany piaskiem, a na lewo - wąski korytarzyk. Rozwidla się on na dwie odnogi, które niebawem kończą się ślepo.
- na lewo idzie wąski, szczelinowy korytarzyk o długości prawie 10 metrów z bardzo trudnymi, dwoma zaciskami. Prowadzi on do komina o wysokości 8 metrów, nad którego dnem jest okno, przez które można przejść do obszernego korytarza kończącego się szczelinami[2].

## Przyroda
Nacieki w jaskini nie występują. Ściany są mokre. 
Brak jest w niej roślinności. Przy otworze rosną mchy i glony. 

## Historia odkryć
Jaskinia była prawdopodobnie znana od dawna. Jednak nie ukazała się żadna wzmianka na jej temat.
14 lipca 1981 roku, podczas inwentaryzacji jaskiń tatrzańskich, w otworze znaleziono bardzo starą baterię.
I. Luty pokonała wówczas zaciski w korytarzyku, idącym na lewo z salki, odkrywając dużą część jaskini.